# Cerkiew Piatnicka w Czernihowie
Cerkiew Piatnicka (ukr. церква Параскеви П'ятниці) – cerkiew prawosławna z przełomu XII i XIII wieku w Czernihowie, na placu Chmielnickiego.

## Historia
Cerkiew została wzniesiona na przełomie XII i XIII wieku na tradycyjnym placu targowym, została poświęcona patronce handlu św. Paraskewie. Do 1786 stanowiła część większego kompleksu monasteru prawosławnego; po pożarze zabudowań klasztornych jego mieszkańcy już do nich nie wrócili. W latach 1670–1690 była remontowana i rozbudowywana w stylu barokowym, w roku 1820 dobudowano do niej dzwonnicę w kształcie rotundy. W czasie II wojny światowej cerkiew została niemal zupełnie zniszczona przez  bombardowania w 1941 i 1943 r. W latach 1962–1972 przeprowadzono jej restaurację pod kierunkiem P. Baranowskiego, w czasie której obiektowi starano się przywrócić jego pierwotny, dwunastowieczny wygląd. Po zakończeniu prac remontowych w cerkwi znajdowało się muzeum. Obecnie świątynia na nowo została udostępniona wiernym.

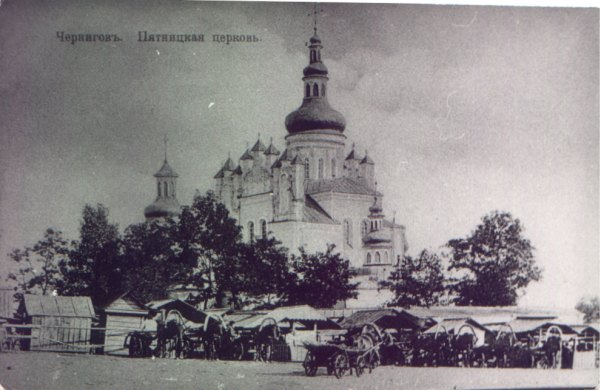
Archiwalne zdjęcie cerkwi

## Architektura
Cerkiew została wzniesiona w stylu romańsko-bizantyjskim, na planie kwadratu. Ma jedną kopułę w centralnym miejscu nawy środkowej. Wszystkie okna w budynku są półokrągłe, ze skromnymi obramowaniami.

## Lokalizacja
Kościół Piątkowy znajduje się w historycznej części miasta, w pobliżu placu Bogdana Chmielnickiego.